# Landesdenkmalrat (Bayern)
Der Landesdenkmalrat soll laut Artikel 14 des Bayerischen Denkmalschutzgesetzes vom 1. Oktober 1973 am Vollzug des Denkmalschutzgesetzes mitwirken. Die Landesregierung ist an Beschlüsse des Landesdenkmalrates nicht gebunden.

## Geschichte
Der Landesdenkmalrat wird vom Bayerischen Staatsministerium für Wissenschaft und Kunst berufen. Ihm gehören Vertreter von Parteien, Kommunen, Kirchen, privaten Denkmaleigentümern, Architekten, der Akademie der Schönen Künste, des Landesvereins für Heimatpflege sowie Sachverständige aus dem Bereich der Kunstgeschichte und der Vor- und Frühgeschichte an. Der Landesdenkmalrat versteht sich als Forum des Meinungs- und Interessensaustausches.
Die konstituierende Sitzung des Landesdenkmalrates fand am 16. November 1973 statt. Das Gremium wählt einen Vorsitzenden und zwei Stellvertreter. Die vier Regionalausschüsse bereiten die Beschlussvorlagen für die monatlichen Beratungen vor. 
Die Festlegungen von Denkmalensembles entwickelte sich zum Hauptbetätigungsfeld des Landesdenkmalrates.

## Vorsitzende
- 1973–2003: Erich Schosser
- 2003–2008: Ludwig Spaenle
- seit 2012: Thomas Goppel